# ناثان إلدون تانر
ناثان إلدون تانر هو سياسي كندي، ولد في 9 مايو 1898، وتوفي في 27 نوفمبر 1982. انتخب عضو الجمعية التشريعية في ألبرتا ‏.